# Ненсі Ремі
Ненсі Ремі (англ. Nancy Ramey, 29 червня 1940) — американська плавчиня.
Призерка Олімпійських Ігор 1956 року.
Призерка Панамериканських ігор 1959 року.